# Самбурські дуби
Самбурські дуби — ботанічна пам'ятка природи місцевого значення. Об'єкт розташований на території Голосіївського району Києва, Національний природний парк «Голосіївський», кв. 13 виділ 2, 6, 7, 8.
Площа — 0 га, статус отриманий у 2016 році.
Десять 400 — 500-річних дерев дуба черещатого

## Галерея

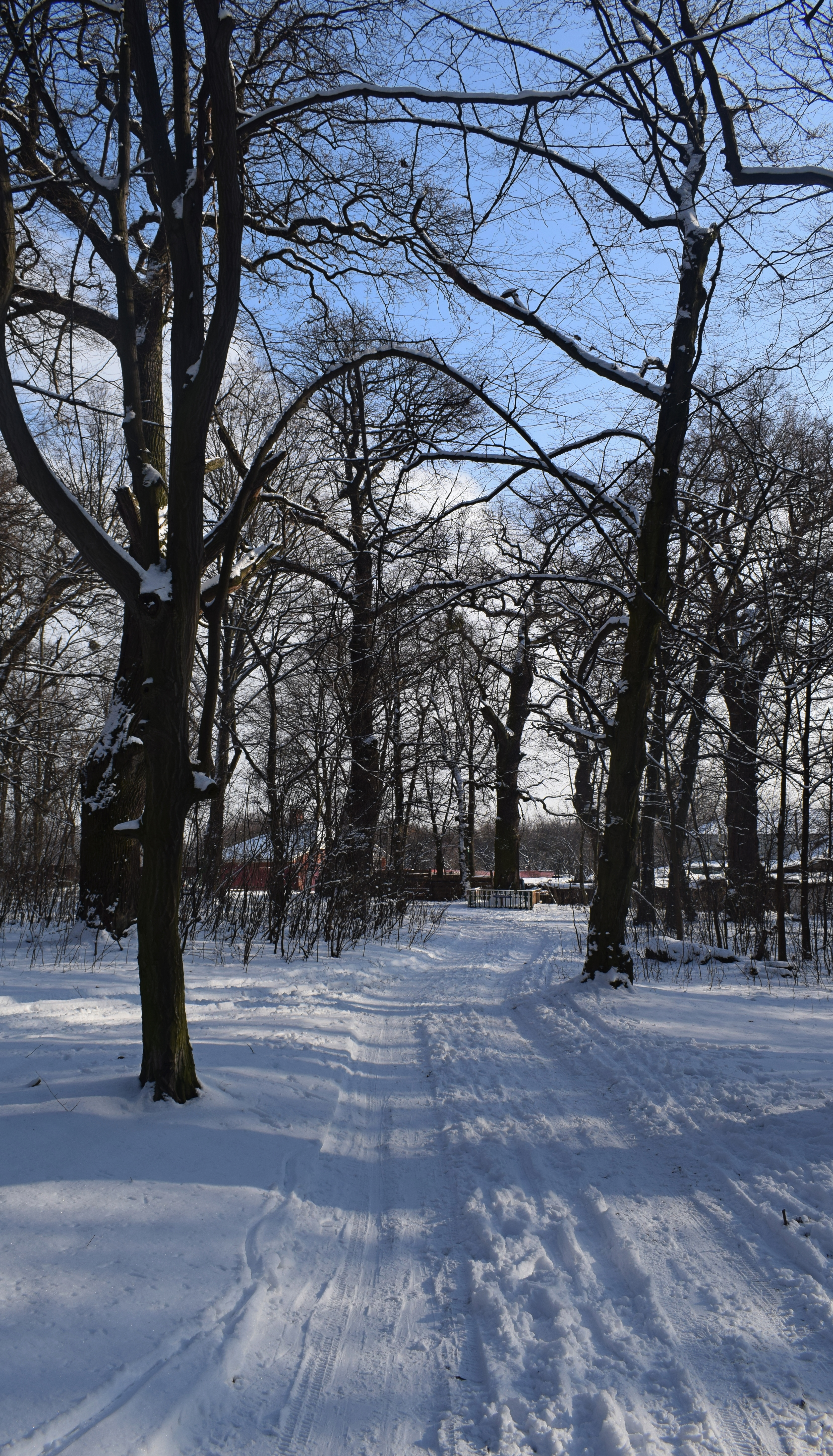
Дорога на Самбурки
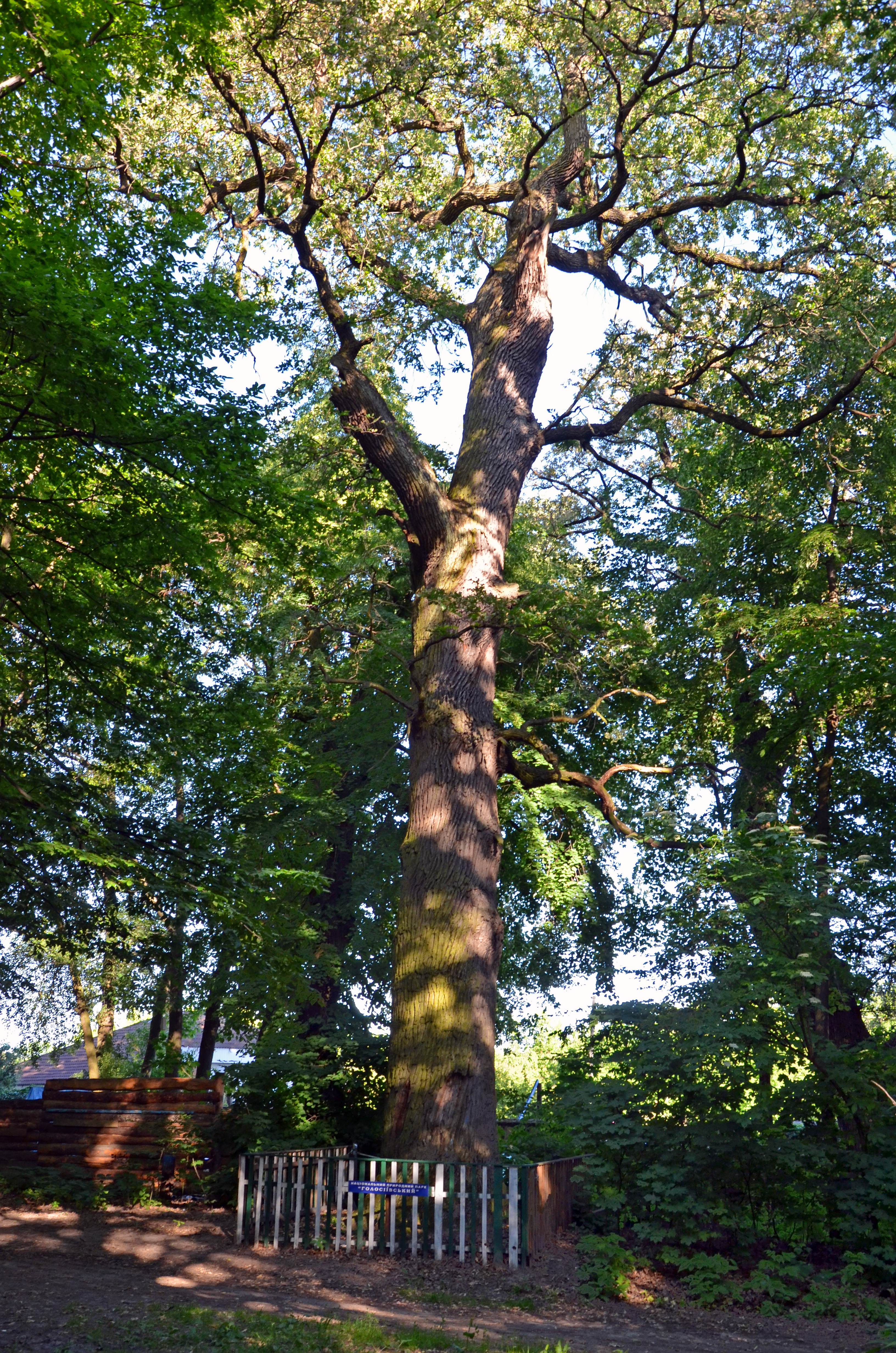
Дуб з огорожею
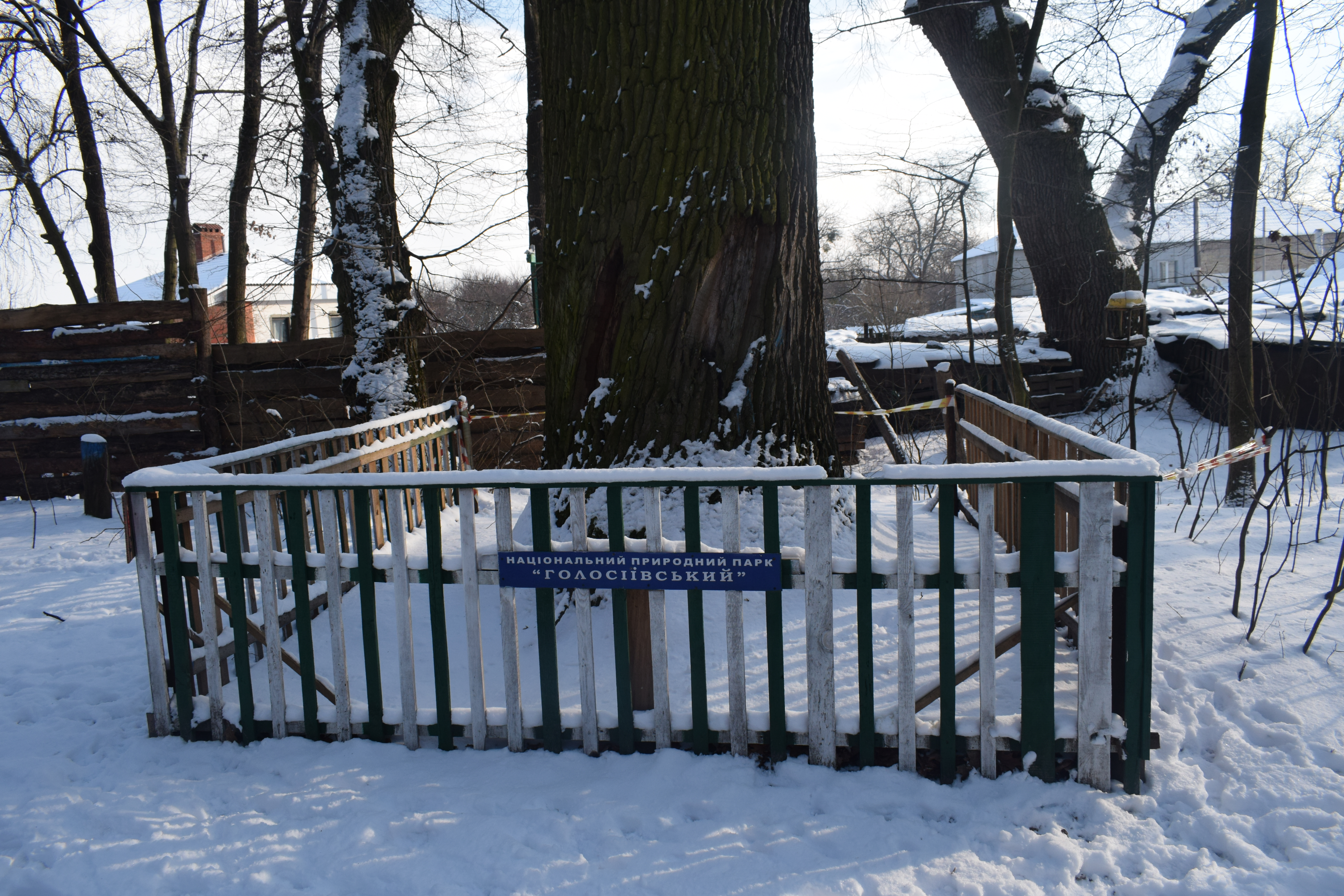
Надпис на огорожі
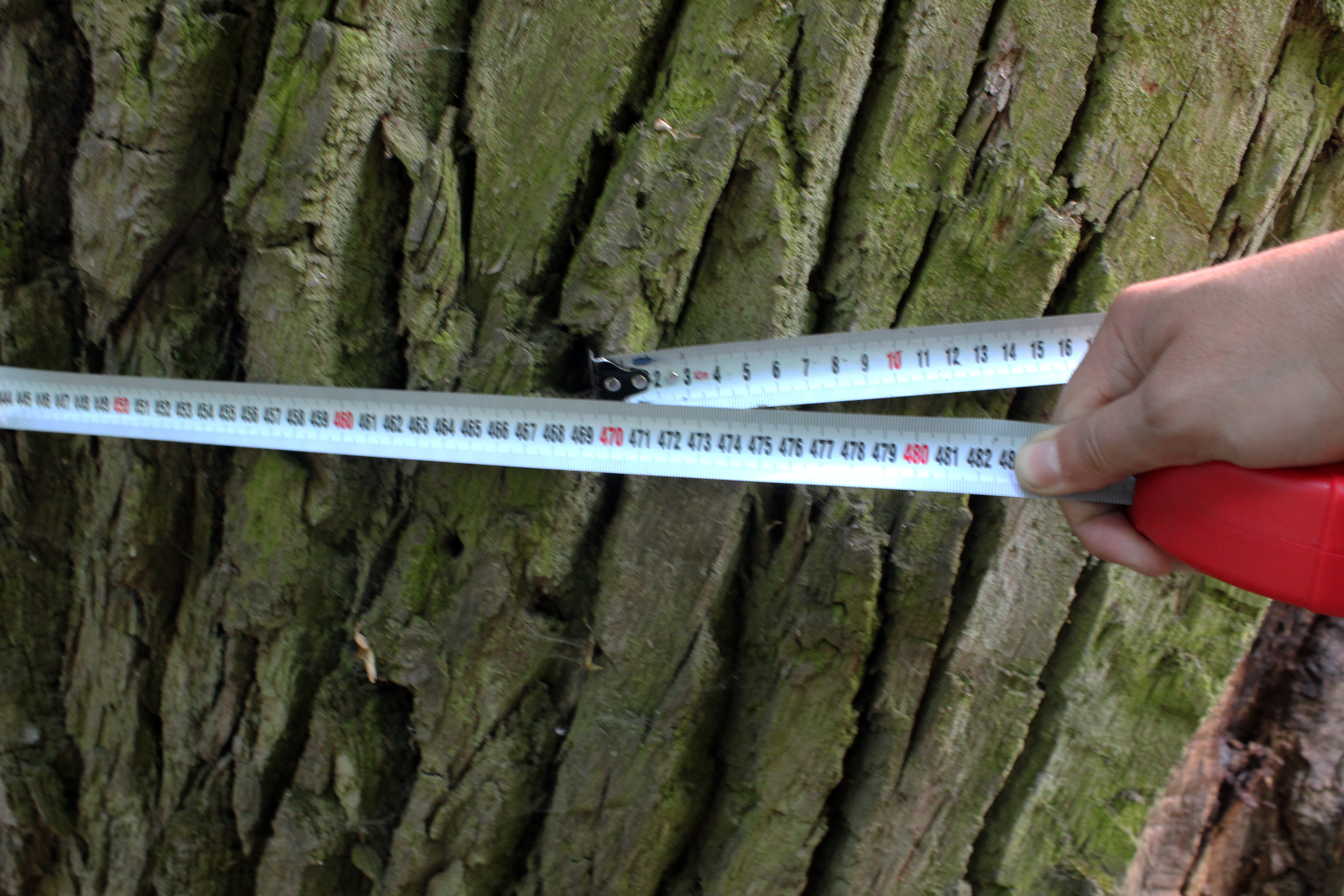
Обхват дуба з огорожею
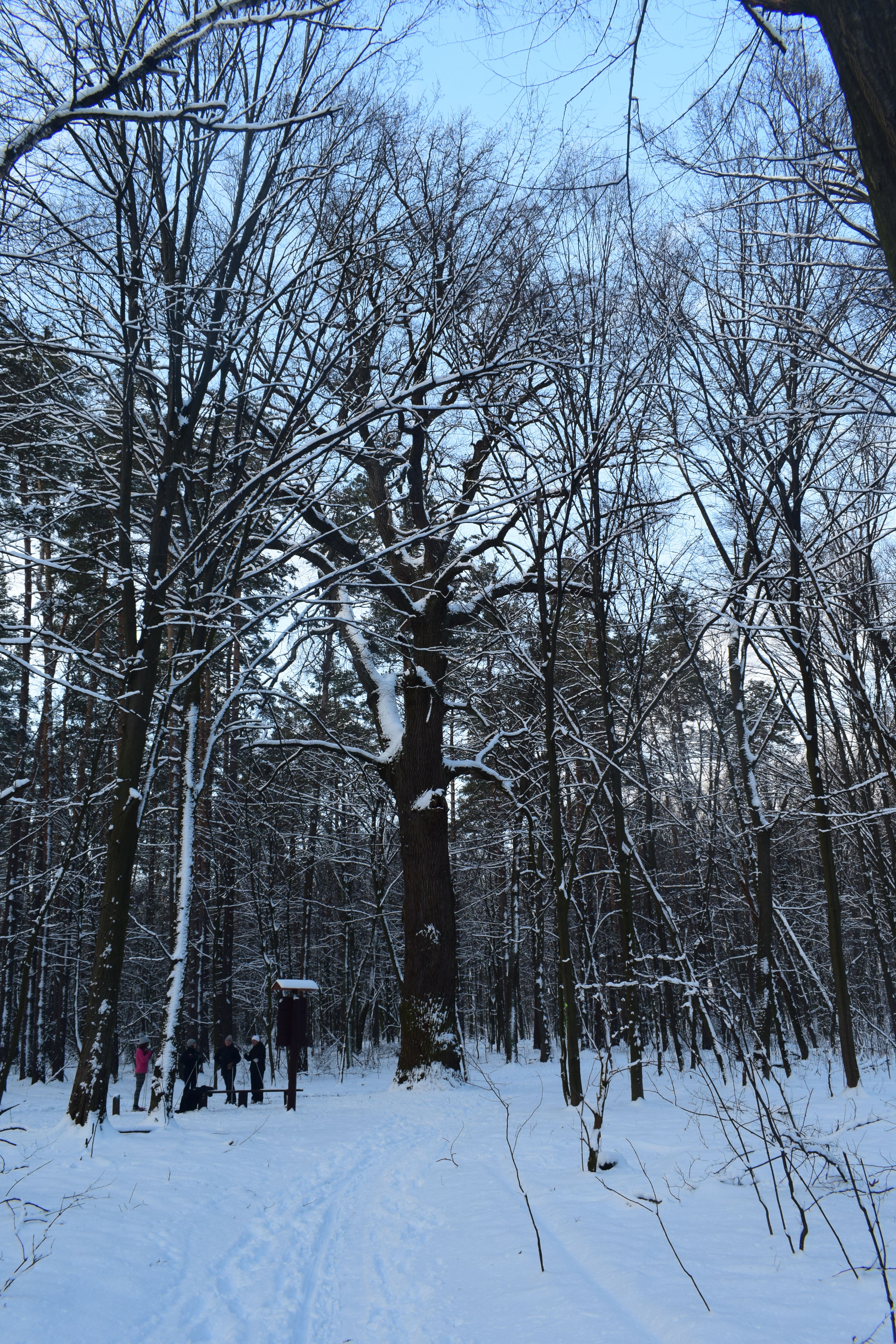
Найтовстіший дуб взимку
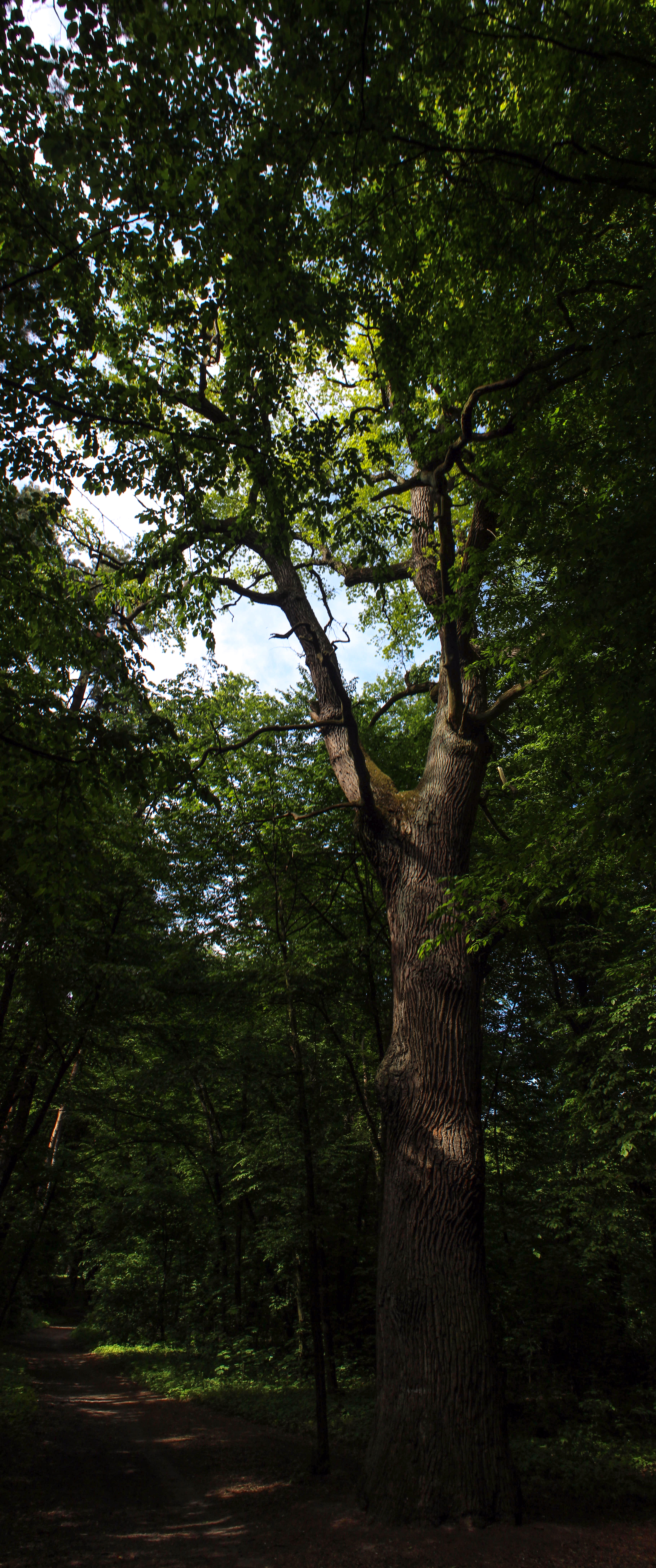
Найтовстіший дуб влітку
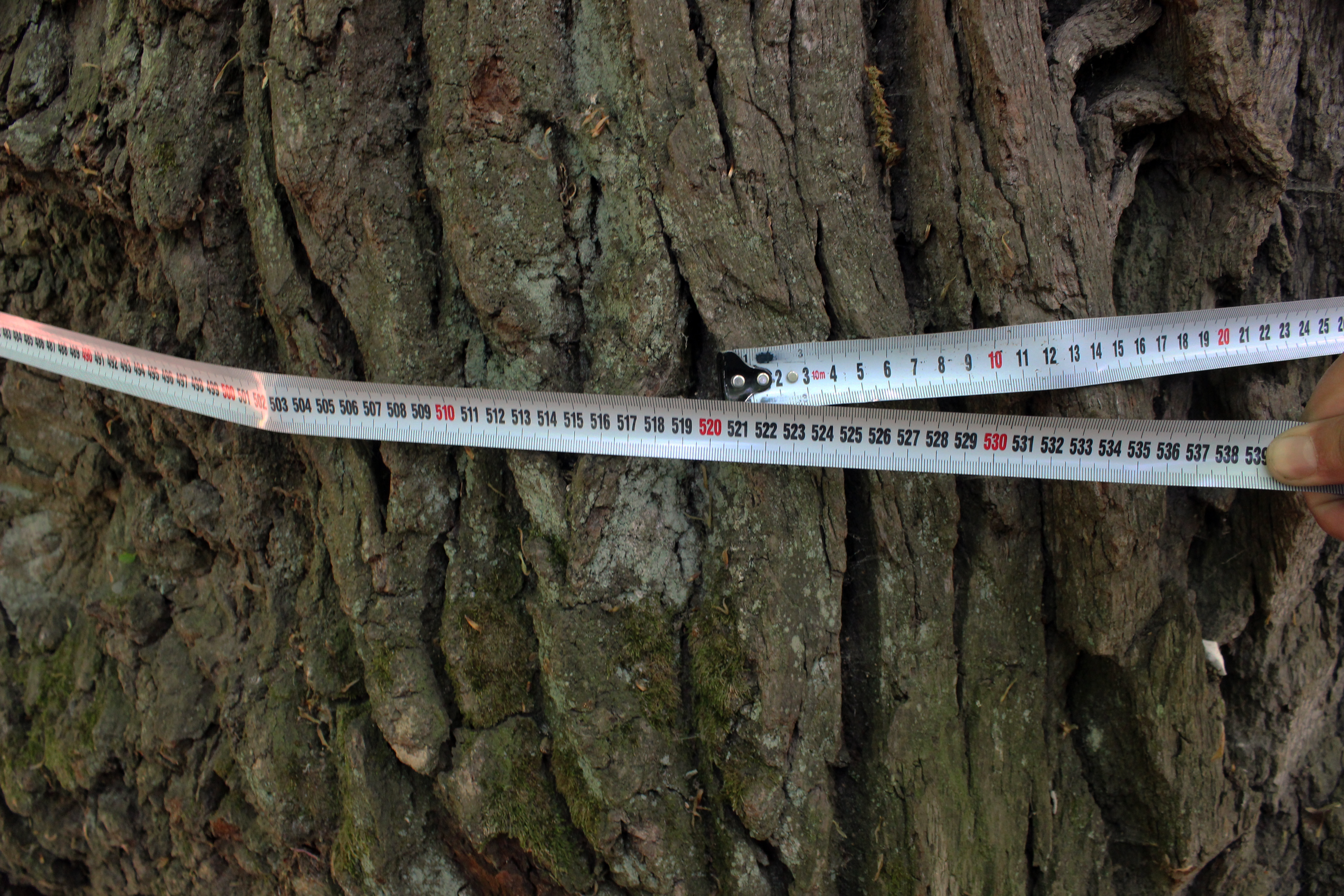
Обхват найтовстішого дуба
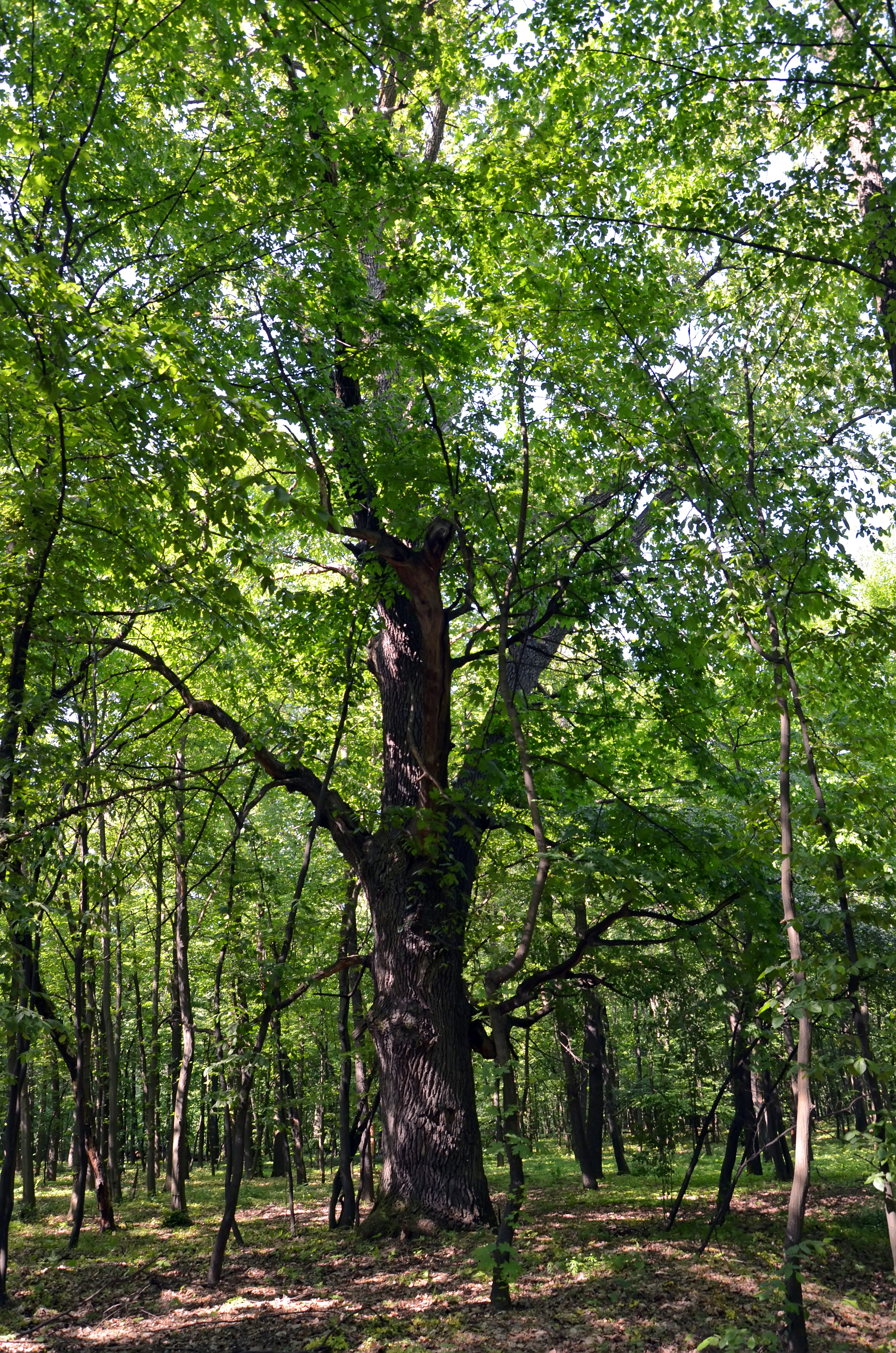
Один з дубів
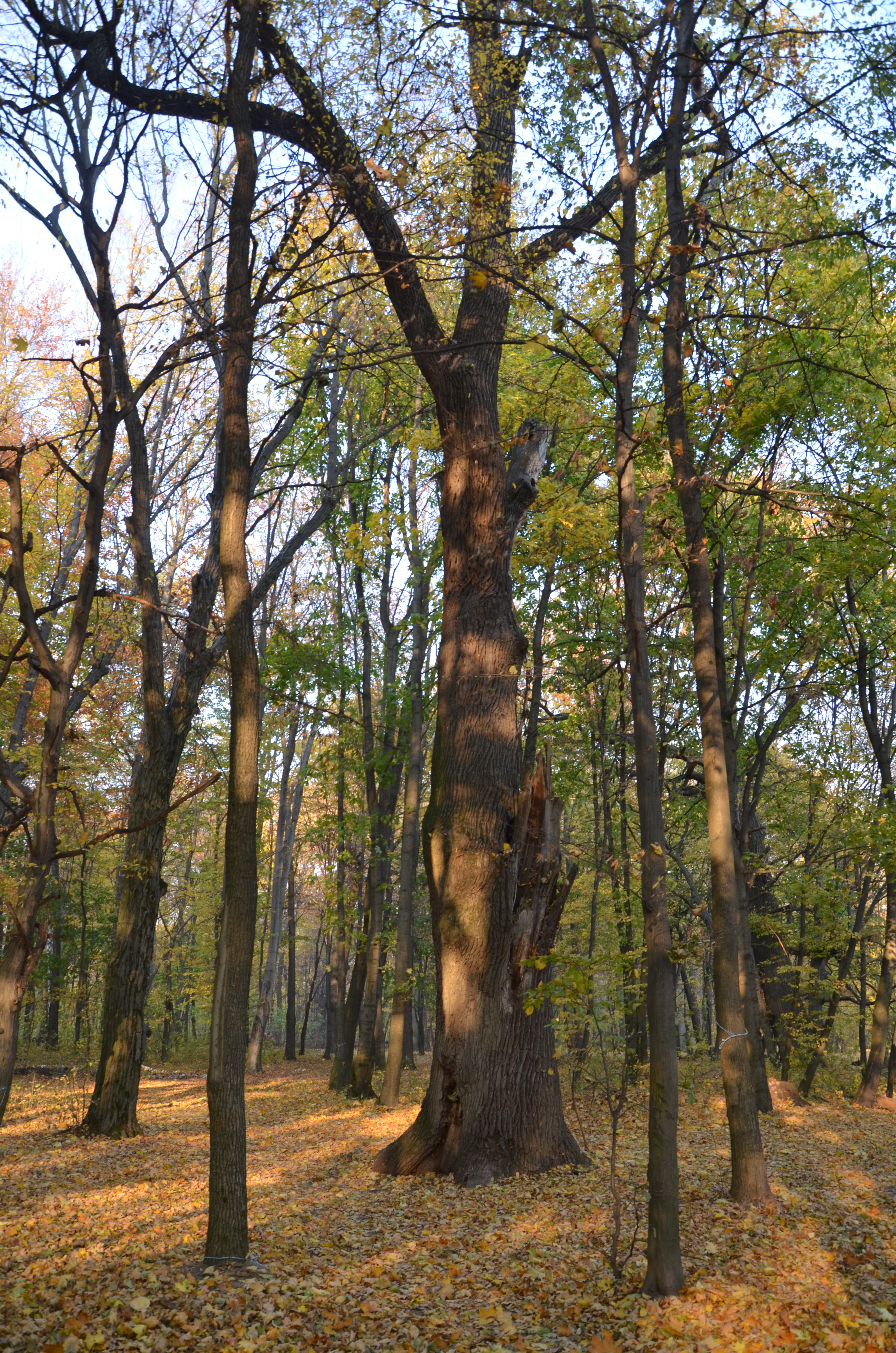
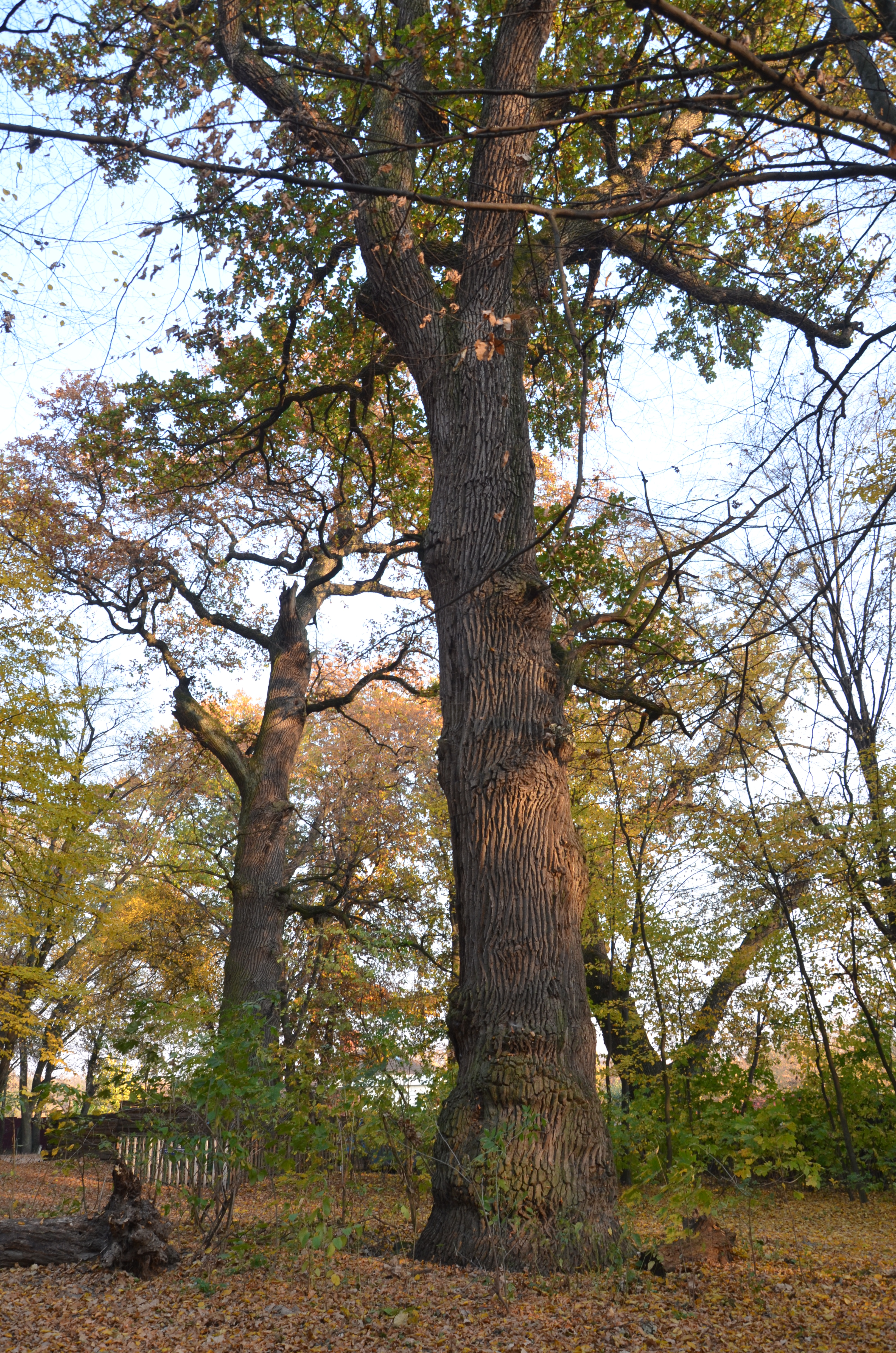